# Contratación
Contratación – miasto w Kolumbii, w departamencie Santander.